# Hataioga
O hataioga (em sânscrito:  हठयोग IAST: haṭha yoga), é uma forma de ioga medieval. A expressão Haṭha Yoga poderia ser traduzida, dividindo-se as sílabas, nas palavras "ha" (sol) e "tha" (lua), cujo significado é atribuído à busca do equilíbrio das forças solar e lunar, masculina e feminina como objetivo final dessa prática. Alguns autores interpretam haṭha associando este termo à "força do prana" e/ou sendo "essencialmente a forma mais elevada da prática do pranaiama". As sílabas "ha" e "ṭha" são uma combinação de dois mantras onde "ha" representa o prāṇa, a força vital, e "ṭha" representa a mente, a energia mental. 
Para Feuerstein, o "ioga vigoroso" ou hataioga é um produto da época medieval, com objetivo idêntico a todas as formas autênticas de ioga: transcender a consciência egoica, utiliza uma tecnologia psicoespiritual em torno do desenvolvimento do potencial do corpo, para que este seja capaz de suportar a força e o peso da realização trascendente ou de união extática.
Segundo praticantes, o hataioga uniu a ideia tântrica do corpo como templo da divindade com a visão vedântica de que tudo que existe é a expressão do Ser, que é criador e agente material da criação. Dá muita importância à prática das purificações, mas também leva em conta seus aspectos sutis, como o despertar da energia potencial (cundalini) técnicas de percepção do som supersutil interior (nāḍa), a absorção final da atenção na realidade transcendental (lāyā) e a absorção meditativa (samádi).[carece de fontes?]

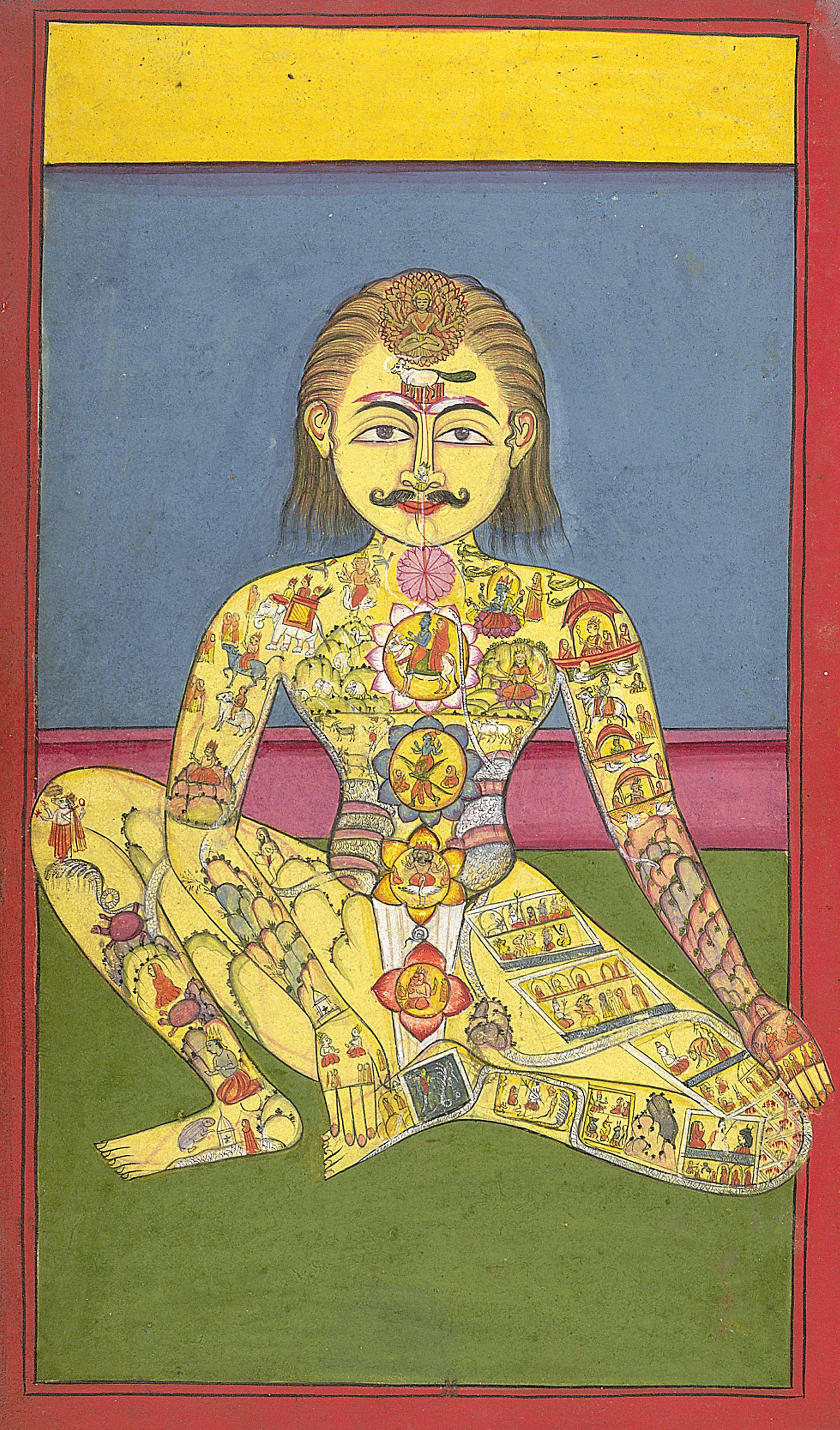
Ilustração (Sapta Chakra), do manuscrito sobre Yoga escrito no idioma Braj Bhasha da Índia Central, 1899.

Assim como as demais escolas de yoga, visa transcender a consciência, mas a metodologia utilizada é baseada no fortalecimento do físico. Seus praticantes acreditam que o corpo deve estar bem trabalhado e preparado para suportar a força e o peso da elevação espiritual. [carece de fontes?] Ainda na visão iogue, os asanas devem ser praticados com consciência e foco nos objetivos do hataioga, respeitando os limites do corpo e buscando alcançar o relaxamento e consequentemente o controle da ansiedade. 
De acordo com a Gheranda Samhita existem oito milhões e quatrocentos mil asanas descritos por Shiva. De todos eles, oitenta quatro são os melhores e entre estes, trinta e dois consideram-se úteis para os que habitam este mundo, o livro descreve essas 32 asanas, mas não as outras. A Hatha Yoga Pradipika diz que Shiva ensinou 84 asanas, no entanto, nessa obra são descritos 15 asanas, das quais as quatro mais importantes siddhasana, padmasana, siṁhasana e bhadrasana. Já a Shiva Saṁhitā diz que existem 84 posturas, das quais o autor adota quatro: siddhāsana, padmasana, ugrasana (paschimottanasana) e svastikasana.

## Elementos fundamentais da prática de Haṭha
As técnicas do Haṭhayoga são diversas e variadas, apesar de que na atualidade a ênfase parece estar apenas nas posturas físicas. Dentre essa riqueza de práticas, destacam-se, além dos bem conhecidos asanas, as práticas de yama e niyama, que figuram na Haṭhayoga Pradīpikā  e são constituídas de 20 elementos: 

### Dezyamasou proscrições éticas
1. Não violência: ahiṁsā
2. Veracidade: satya
3. Honestidade: asteya
4. Coerência relacional: brahmacarya
5. Paciência: kṣamā
6. Temperança: dhṛti
7. Compaixão: dāya
8. Retidão: arjavaṅ
9. Vegetarianismo: mitāhāraḥ
10. Purificação: śaucaṅ

### Dezniyamasou prescrições éticas
1. Esforço sobre si próprio: tapaḥ
2. Contentamento: saṅtoṣa
3. Confiança no ensinamento: āstikyaṅ
4. Caridade: dāna
5. Adoração a Īśvara: Īśvarapūjanam
6. Estudo de si mesmo através das escrituras: siddhāntavākyaśravaṇaṁ
7. Simplicidade, modéstia: hrīḥ
8. Inteligência, discernimento: matī
9. Meditação sobre um mantra: japa
10. Sacrifício: hutam

Afora esse completo código de conduta, ainda encontramos variados exercícios posturais, respiratórios e de manipulação da força vital \. 

### Ṣaṭkarma: as seis ações purificadoras
À guisa de preparação para a prática das posturas, o Haṭha propõe seis exercícios purificatórios:
1. Dhauti: purificação do trato digestivo (vomição)
2. Vasti: lavagem intestinal (com água salgada)
3. Neti: limpeza nasal (com um pano ou com água)
4. Trātaka: purificação dos olhos (exercícios visuais)
5. Nauli: auto-massagem abdominal
6. Kapālabhāti: limpeza das vias respiratórias

Afora estes, figura ainda na Haṭhayoga Pradīpikā outro exercício desta categoria, chamado gajakaraṇī, ou vomição purificadora. 

### Asana
Asana ou assana é uma palavra do sânscrito já incorporada à língua portuguesa (vide Aurélio ) designando cada uma das posturas do sistema ioga. Segundo Eliade  é somente com esse terceiro "membro" do yoga (yogāṅga) que começa a técnica ióguica propriamente dita.  
Patandjáli define os asanas no Iogassutra (II:46) da seguinte maneira:   
स्थिरसुखम् आसनम् ॥ sthirasukham āsanam: "O asana é firme e agradável".  
Logo elabora sobre os objetivos da postura com a seguinte afirmação:  
प्रयत्नशैथिल्यानन्तसमापत्तिभ्याम् ॥ prayatna śaithilya ananta samāpatti bhyām: "[O asana] transcende-se ao relaxar no esforço e meditar no Ilimitado". 
Resalta o comentário do livro de Patandjáli que os asanas devem ser aprendidos com um guru e não através de descrições e assinala sua importância para a manutenção da firme estabilidade do corpo, reduzindo o esforço físico ao mínimo para evitar as sensações irritantes ou de fadiga, permitindo desta forma que a atenção se ocupe exclusivamente da parte fluida da consciência para que a mente se transforme em "infinito", atingindo sua perfeição (anantasamāpattibiyām). 
Muitos autores, inclusive Hermógenes (o.c.) citam funções fisiológicas específicas de cada asana, associando estas à saúde e a regulação orgânica, além dos amplamanente reconhecidos benefícios para correção/manutenção postura. Comentando a relação entre o yoga a e medicina ayurvédica Feuerstein repete o comentário de Frawley:
"O Aiurveda é o ramo curativo da ciência iogue. O ioga por sua vez, é o aspecto espiritual do Aiurveda. O Aiurveda é o ramo terapêutico do ioga". (Frawley, 1996).

#### Os 32 asanas do hata, segundo aGheraṇḍa Saṁhitā
1. Siddhāsana (‘postura do adepto’)
2. Padmāsana (‘postura do lótus’)
3. Bhadrāsana (‘postura auspiciosa’)
4. Muktāsana (‘postura liberta’)
5. Vajrāsana (‘postura do diamante’)
6. Svastikāsana (‘postura svastika’)
7. Siṁhāsana (‘postura do leão’)
8. Gomukhāsana (‘postura da cara-de-vaca’)
9. Virāsana (‘postura do herói’)
10. Dhanurāsana (‘postura do arco’)
11. Mṛtāsana (‘postura do cadáver’)
12. Guptāsana (‘postura oculta’)
13. Matsyāsana (‘postura do peixe’)
14. Matsyendrāsana (‘postura de Matsyendra’)
15. Gorakṣāsana (‘postura de Goraksha’)
16. Paścimottānāsana (‘postura de extensão das costas’)
17. Uṭkatāsana (‘postura extraordinária’)
18. Samkaṭāsana (‘postura perigosa’)
19. Mayūrāsana (‘postura do pavão’)
20. Kukkuṭāsana (‘postura do galo’)
21. Kūrmāsana (‘postura da tartaruga’)
22. Uttānakūrmāsana (‘postura estendida da tartaruga’)
23. Uttānamaṇḍukāsana (‘postura estendida do sapo’)
24. Vrikṣāsana (‘postura da árvore’)
25. Maṇḍukāsana (‘postura do sapo’)
26. Garuḍāsana (‘postura da águia’)
27. Vriṣāsana (‘postura do touro’)
28. Śalābhāsana (‘postura do gafanhoto’)
29. Makārāsana (‘postura do tubarão’)
30. Uṣṭrāsana (‘postura do camelo’)
31. Bhujaṅgāsana (‘postura da serpente’, freqüentemente chamada de ‘postura da naja’) e
32. Yogāsana (‘postura do Yoga’)[10]

#### Alguns asanas

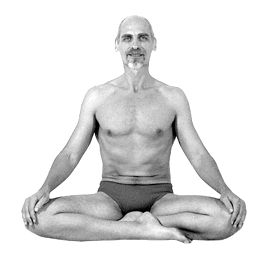
Samanasana
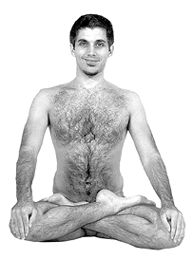
Rája Padmásana
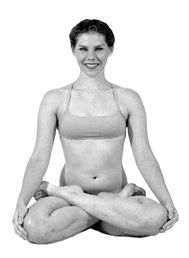
Rája Padmásana
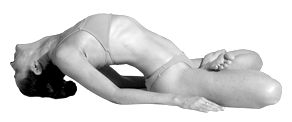
Padma matsyasana
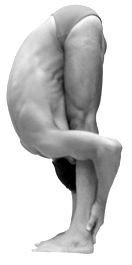
Maha padahastasana
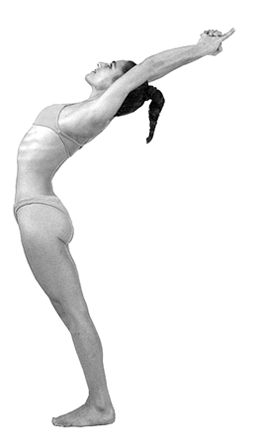
Ardha chakrasana
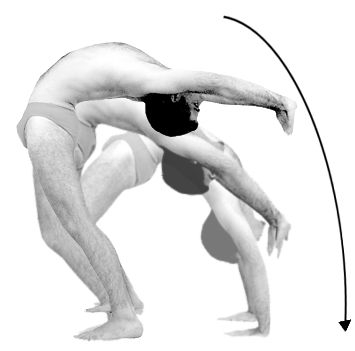
Supta chakrasana
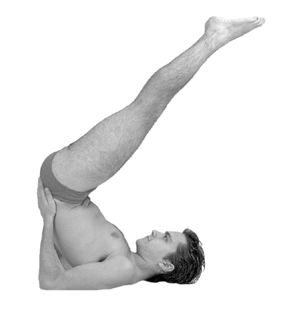
Viparita karanyasana
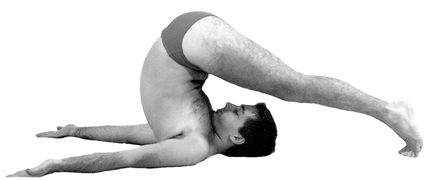
Raja halasana
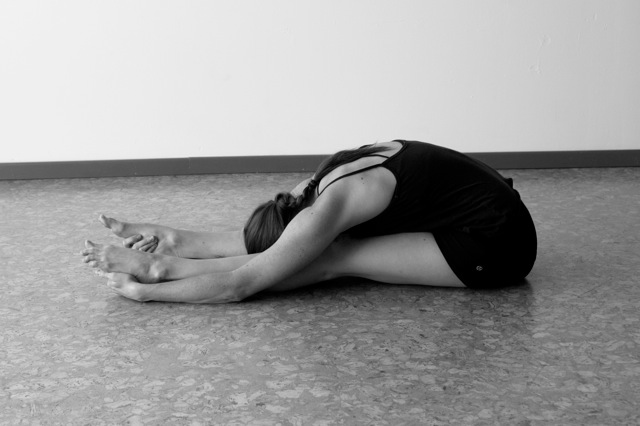
Paschimotanâsana
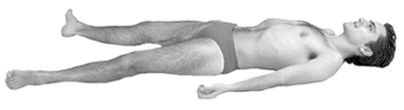
Uttara shavasana
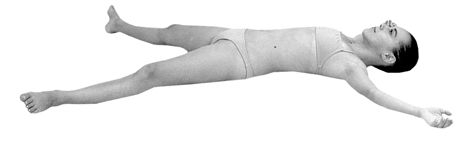
Maha shavasana

### Pranaiama
Na sequência dos asanas, os textos clássicos recomendam a prática dos exercícios respiratórios para a expansão da força vital, chamados prāṇāyāma. Estes não se limitam apenas ao aspecto mecânico da respiração, ou aos seus efeitos sutis na vitalidade, mas se estendem à mente. Nesse sentido, a Haṭhayoga Pradīpikā mostra claramente a conexão entre respiração e mente: ""
Os pranaiamas são dez, segundo a Haṭhayoga Pradīpikā:
1. Nāḍīśodhana: respiração alternada
2. Sūryabhedana: respiração solar
3. Ujjāyī: respiração sussurante
4. Śītkarī: respiração refrescante
5. Śītalī: respiração refrescante
6. Bhastrikā: respiração do fole
7. Bhrāmarī: respiração da abelha
8. Mūrcchā: respiração do desvanecimento
9. Plāvinī: respiração para flutuar nas águas
10. Kevalakūṁbhaka: retenção "isolada"

### Mudra
Menos conhecidas do que os asanas ou os pranaiamas são as práticas de mudra, que consistem em manipular a energia sutil, conduzindo-a através dos condutos vitais para facilitar o despertar de cundalini. A Haṭhayoga Pradīpikā menciona oito mudrās:
1. Mahamudrā: "o grande gesto".
2. Khecarīmudrā: "o gesto que se move no espaço"
3. Viparītakaraṇī mudrā: "a atitude de inversão"
4. Śaktīcalāna mudrā: "a movimentação da força"
5. Yonimudrā: "o fechamento das sete portas sensoriais"
6. Śāmbhavīmudrā: "a fixação ocular de Śāmbhavī, a Deusa"
7. Bhairavamudrā: "o gesto de Bhairava (Śiva)"

### Cundalini
Outro tema fundamental dentro da tradição do Haṭha é o despertar de cundalini, o poder serpentino. Sobre o fenômeno da kuṇḍalinī afirma o professor de Yoga Pedro Kupfer: "Cundalini tem duas dimensões: por um lado é o poder, a causa da existência do indivíduo. Por outro, é igualmente o sustento do próprio Universo. Macrocosmicamente, ela é Śaktī, Prakṛti, a manifestação do poder de Śiva. 
Na escala humana é um símbolo do Ser, a causa do movimento e da vida do indivíduo. O reconhecimento desse fato conduz a mokṣa. A cundalini se representa simbolicamente no ser humano como uma serpente adormecida, enroscada na base da coluna. Kuṇḍalinī ou kuṇḍalī significa serpentina, ou aquela que está enroscada como uma serpente. Existem três formas de olhar para a kuṇḍalinī no Yoga: 
1. Como um lakṣaṇa, um apontador que revela a Consciência presente em tudo.
2. Como um fenômeno psicoenergético associado a uma experiência meditativa.
3. Como uma jornada simbólica de autodescoberta e desapego dos condicionamentos.

Na sua primeira acepção, cundalini é a representação, o espelho simbólico que mostra a maneira em que o Ser faz-se presente na totalidade da criação. Nesse sentido, cundalini seria a manifestação no plano humano da Consciência Ilimitada. Essa Consciência é chamada através de epítetos como Shiva, O Benéfico, Devī, a Deusa, Brahman, o Ilimitado, ou Paramātma, o Ser Supremo. 
Na segunda dessas três dimensões, a ascensão de cundalini através dos cakras, num processo gradual, desenvolve os poderes psíquicos latentes em cada um deles. Voltaremos sobre esse ponto logo mais. Na terceira acepção, cundalini pode considerar-se como um modelo psíquico, uma espécie de mapa com todos os elementos  e conteúdos fundamentais que fazem parte da condição humana.
Nesse sentido, o despertar de kuṇḍalinī é o crescimento emocional e a superação em relação a todas as formas de apego ou condicionamento." 

## Textos seminais do hataioga
- Haṭhayoga Pradīpikā
- Gheraṇḍa Saṁhitā
- Śiva Saṁhitā